# Masato Fujita
Masato Fujita (藤田 優人 Fujita Masato?), född 8 maj 1986 i Oita prefektur, är en japansk fotbollsspelare.
Fujita började sin karriär 2009 i Tokyo Verdy. Han spelade 46 ligamatcher för klubben. Efter Tokyo Verdy spelade han för Yokohama F. Marinos och Yokohama FC. 2012 flyttade han till Kashiwa Reysol. Med Kashiwa Reysol vann han japanska ligacupen 2013 och japanska cupen 2012. 2016 flyttade han till Sagan Tosu.